# Marinus Barletius
Marinus Barletius (albanisch Marin Barleti; italienisch Marino Barlezio; * um 1450 oder nach 1460 in Shkodra; † nach 1512 in Rom [?]) war ein katholischer Priester und albanischer Geschichtsschreiber.

## Leben
Über das Leben des Marinus Barletius ist nur sehr wenig bekannt. Geboren wurde er vermutlich um die Mitte des 15. Jahrhunderts im nordalbanischen Skutari, das seit 1396 unter venezianischer Herrschaft stand. Ob seine Familie ursprünglich aus Italien stammte (häufig wird der Namen Barletius mit der apulischen Hafenstadt Barletta in Verbindung gebracht), wie die Mehrzahl der Gelehrten meint, darüber herrscht in der Forschung keine einheitliche Meinung. Das erste Datum im Leben des Barletius, das sich mit Sicherheit bestimmen lässt, ist das Jahr 1474. Er berichtet nämlich in seinen Werken, Augenzeuge gewesen zu sein, als die Osmanen in diesem Jahr Skutari ein erstes Mal erfolglos belagerten. Als nur vier Jahre später, im Frühjahr 1478, ein zweites türkisches Heer – den Befehl führte Sultan Mehmed II. persönlich – gegen Skutari anrückte, befand sich Barletius wieder in seiner Heimatstadt. Er nahm dieses Mal, wie er berichtet, auch selbst an den Abwehrkämpfen teil. Den Osmanen gelang es trotz großer Anstrengungen und Aufbietung beachtlicher Kräfte auch im zweiten Versuch nicht, Skutari zu erobern oder die Stadt durch eine lange Belagerung auszuhungern und so in die Knie zu zwingen. Gemäß den Vereinbarungen des zwischen der Serenissima und der Hohen Pforte geschlossenen Friedensvertrages vom 25. Januar 1479, mit dem der sogenannte Zweite Venezianische Türkenkrieg (1463–1479) seinen Abschluss fand, musste die Stadt aber im April 1479 von den Venezianern geräumt und an die Türken abgetreten werden. Der Besatzung wurde freier Abzug gestattet, die Bevölkerung wurde vor die Wahl gestellt, in Skutari zu bleiben und unter neuen Herren zu leben oder mit Hab und Gut ihre Heimat zu verlassen und in venezianisches Gebiet zu übersiedeln. Die Quellen berichten, dass sich die gesamte Bevölkerung, die die langen Monate der Belagerung überlebt hatte, für die zweite Möglichkeit entschied. Zu diesen Auswanderern gehörte auch Barletius.
Im Jahr 1484 scheint Barletius als Inhaber eines banco an der Piazza di Rialto in Venedig auf, der ihm von der Stadt zur Pension und Versorgung zugewiesen worden war. In den Jahren 1489 und 1495 fungierte er nachweislich als Zeuge bei Doktoraten, die an der Universität Padua abgelegt wurden. In seinen Werken erscheint Barletius stets als Scodrensis sacerdos (dt. „Priester aus Skutari“). Priester war er aber nachweislich nicht schon in seiner albanischen Heimat gewesen, die Weihe empfing er vielmehr erst 1494 im italienischen Exil, wahrscheinlich in Venedig oder Rom. Wenigstens für einige Jahre war er Pfarrer im vicentinischen Piovene.
In Italien verkehrte Barletius häufig im Kreis rund um Petrus Angelus, einem Bruder des bekannten Paulus Angelus, ehedem Erzbischof von Durazzo und als solcher einer der wichtigsten Vertrauten und treuesten Parteigänger Georg Kastriotas, genannt Skanderbeg, in dessen Kampf gegen die Türken auf dem Balkan. Es war wohl der Umgang in diesem Kreis, in dem auch viele andere Gelehrte und hoch stehende Männer aus Albanien und Dalmatien verkehrten, die vor der wachsenden Türkengefahr nach Italien geflohen waren und sich in ihrer Exilheimat rund um die Angeli scharten, von dem Barletius den eigentlichen Anstoß für seine literarische Tätigkeit erhielt.
Der Nachwelt hinterließ der Skutariner Humanist drei historiographische Werke: Den Anfang machte er 1504 mit De obsidione Scodrensi (gedruckt in Venedig bei Bernardino dei Vitali; dt. „Über die Belagerung von Skutari“), einer kleinen, aus drei Büchern bestehenden historischen Monographie. Er berichtet darin als Augenzeuge über die Belagerungen seiner Heimatstadt durch die Osmanen 1478/1479. Der eigentlichen Schilderung der Belagerung ist im ersten Buch ein Überblick über die osmanische Frühgeschichte und die mittelalterliche epirotische, das heißt albanische Geschichte vorangestellt.

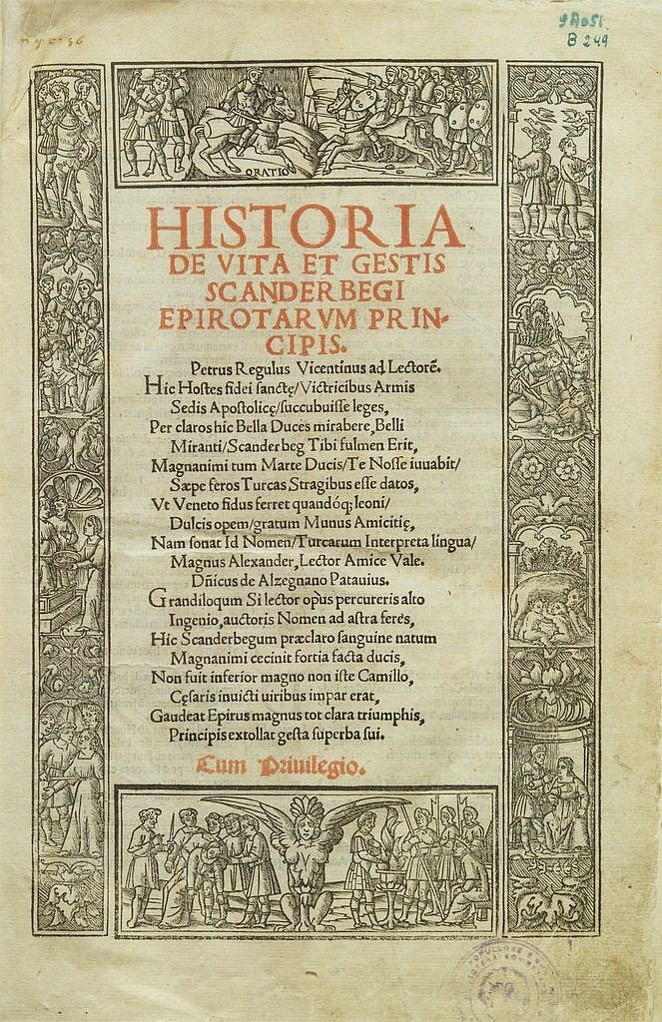
Titelseite von Historia de vita et gestis Scanderbegi Epirotarum principis (Rom: Bernardino dei Vitali [1510])

Nur wenige Jahre danach (wahrscheinlich um 1510) erschien in Rom (gedruckt wieder in der Offizin des Bernardino dei Vitali) Barletius’ wohl berühmtestes Werk, seine große, 13 Bücher umfassende Skanderbegbiographie mit dem Titel Historia de vita et gestis Scanderbegi Epirotarum principis (dt. „Geschichte vom Leben und den Taten Skanderbegs, Fürst von Epirus“). Das Buch fand im ganzen Abendland rasche Verbreitung und wurde vielfach nachgedruckt, neu aufgelegt und gemeinsam mit anderen Türkenschriften abgedruckt. Schon wenige Jahre nach der Veröffentlichung wurde die Historia in die großen europäischen Volkssprachen übersetzt (unter anderem ins Deutsche 1533 in Augsburg, italienisch 1554 in Venedig, französisch 1576 in Paris, spanisch 1588 in Lissabon, englisch 1596 in London). Die volkssprachlichen Übertragungen wurden selbst vielfach neu aufgelegt, nachgedruckt, adaptiert und für verschiedenste literarische Genera fruchtbar gemacht. Der durchschlagende Erfolg, der seiner Historia von Anfang an in ganz Europa beschieden war, machte sie zum Dreh- und Angelpunkt der gesamten abendländischen Skanderbegtradition und beeinflusst diese bis heute. Ein Held, der ganz in antikes Stilgewand gekleidet (vor allem Livius, Sallust und Plutarchs Vita Alexandri), auftritt, handelt und spricht, die an vielen Stellen deutlich durchscheinende provenezianische Tendenz des Autors und die zahlreichen chronologischen und sachlichen Ungenauigkeiten, die sich in der Darstellung der Historia ausmachen lassen, haben ab der Mitte des 19. Jahrhunderts dazu geführt, dass der Quellenwert der Schrift stark in Zweifel gezogen wurde. Die Ergebnisse der Quellenforschung der jüngeren Zeit erlauben wieder ein deutlich positiveres Bild. Dort, wo Parallelüberlieferung vorliegt – etwa in Form von dalmatinischem oder italienischem Archivgut –, werden die Angaben, die Barletius in seiner Historia macht, im Großen und Ganzen bestätigt.
In den Jahren nach der Veröffentlichung seiner Skanderbegvita arbeitete Barletius noch an einem dritten Geschichtswerk, einem kleinen Compendium mit Papst- und Kaiserviten (reichend von Petrus und Romulus und Remus bis in die eigene Zeit). Die Drucklegung des Compendiums, das heute nur mehr in der zweiten, von den Herausgebern stark erweiterten Auflage (Rom: Vincentius Lucrinus 1555) greifbar ist, erlebte Barletius wohl nicht mehr. Die Abschnitte des Compendiums, die mit Sicherheit der Feder des Barletius zugeschrieben werden können, reichen bis in das Jahr 1512. Danach verliert sich Barletius’ Spur. Sein Todesort und -jahr sind nicht bekannt.

## Werke
- De obsidione Scodrensi ad serenissimum Leonardum Lauretanum, aristocratiae Venetae principem. Contones variae a Meumethe Turcarum principe et ab aliis militiae praefectis artificiose compositae. Venedig 1504 (Google Books).
  - In: Konrad Clauser (Hrsg.): Laonici Chalcondylae Atheniensis de origine et rebus gestis Turcorum […]. Basel 1556, S. 382–440 (Google Books).
  - In: Philipp Lonicerus (Hrsg.): Chronica Turcica. Bd. 3, Frankfurt a. M. 1578, fol. 231r–271r (Google Books).
  - Stefan Zathammer (Hrsg.): De obsidione Scodrensi. Über die Belagerung von Skutari (= Die Neulateinische Bibliothek. Band 2). Wien 2017 (kritische Ausgabe mit Einleitung, Übersetzung und Anmerkungen).
- Historia de vita et gestis Scanderbegi, Epirotarum principis. Rom [1510] (Google Books).
  - De vita, moribus ac rebus praecipue adversas Turcas gestis Georgii Castrioti, clarissimi Epirotarum principis, qui propter celeberrima facinora, Scanderbegus, hoc est Alexander Magnus, cognominatus fuit. Straßburg 1537 (Google Books).
  - In: Philipp Lonicerus (Hrsg.): Chronica Turcica. Bd. 3, Frankfurt a. M. 1578, fol. 1r–230v (Google Books).
  - Vita et res praeclare gestae Christi athletae Georgii Castrioti, Epirotarum pinrcipis, qui propter heroicam virtutem suam a Turics Scander-Beg, id est Alexander Magnus, cognominatus est. Agram 1743 (Google Books).
- Compendium vitarum summorum pontificum usque ad Marcellum II imperatorumque Romanorum ac icones eorum Constantinopolitanorumque omnium usque ad Carolum V nec non regum illustriumque consulum Romanorum. Venedig 21555 (Google Books; von der Erstauflage ist kein Exemplar mehr greifbar).